# Fagutale

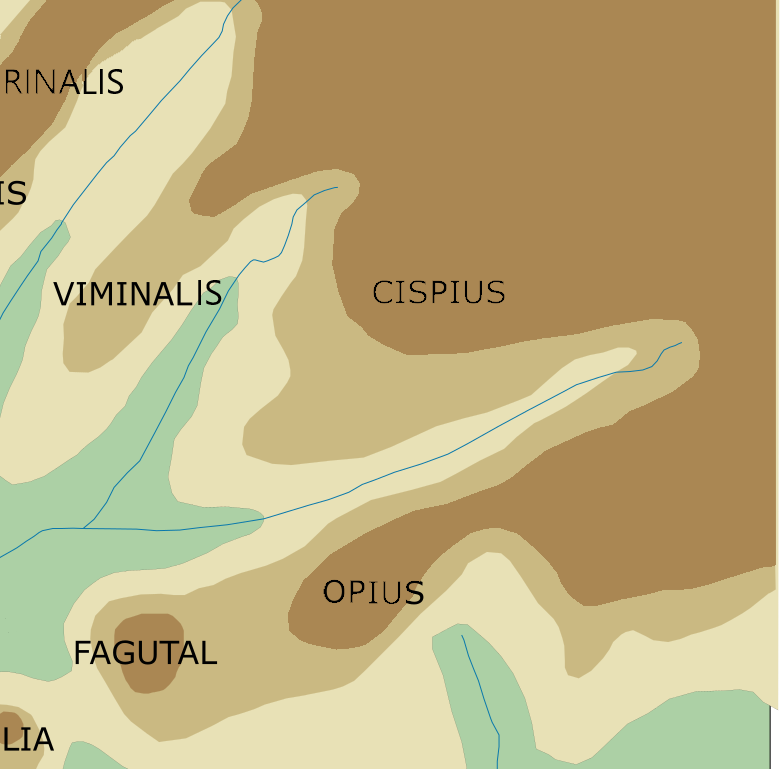
Le tre cime dell'Esquilino: Oppio, Cispio, Fagutale

ll Fagutale (o Fagutal) è una delle tre alture che compongono il colle Esquilino a Roma, situato nella parte occidentale dove sorge la basilica di San Pietro in Vincoli.
Varrone riferisce che Fagutal deriva da fagus, "faggio", di cui era ricoperta la cima del colle.

## Descrizione
Le altre due alture sono il colle Oppio, nel settore meridionale, e il Cispio nella parte settentrionale dove ora sorge la basilica di Santa Maria Maggiore. Il suo nome deriva dal latino fagutal letteralmente “ricoperto di faggi” da fagus "faggio", in riferimento all’aspetto boscoso di questa altura nei primi secoli della fondazione di Roma. 
In questo luogo sorgeva un tempio dedicato a Giove Fagutale detto Sacellum Iovis Fagutalis come indicato da Varrone e da Festo; la via che portava al tempio era il Vicus Iovis Fagutalis.
L'altura del Fagutale era tra quelle comprese nel Septimontium.
Tra il Fagutal e la parte nordoccidentale del colle Oppio si trovava il quartiere delle Carinae, dove secondo la tradizione romana, Tullia avrebbe ucciso il padre Servio Tullio, travolgendolo con il suo carro trainato dai cavalli.